# Den Europæiske Menneskerettighedskonvention
Den Europæiske Menneskerettighedskonvention fra 1950 blev vedtaget i Europarådet for at beskytte menneskerettigheder og fundamentale frihedsrettigheder. Konventionen, hvis officielle navn er Konvention til beskyttelse af Menneskerettigheder og grundlæggende Frihedsrettigheder, trådte i kraft i 1953. Den blev samme år ratificeret af Danmark, og inkorporeret i dansk ret på lovtrin,
dvs. hierarkisk under Grundloven, men på lige fod med vedtagne love, i 1992. Det er dog i Danmark blevet sædvane i dansk retspraksis i stadig større grad at anvende den Europæiske Menneskerettighedskonvention i retsskabende funktion og i lovgivningsprocessen end Grundloven.
Konventionen opretter Den Europæiske Menneskerettighedsdomstol. Enhver der føler at deres rettigheder beskyttet af konventionen er blevet overtrådt af en stat kan indbringe sagen for Domstolen, når de nationale klagemuligheder er udtømt. Domstolen kan fastsætte erstatninger. Stater kan også indklage andre stater, om end denne ret sjældent bruges.
De fleste af Europarådets medlemsstater har tiltrådt konventionen; de der ikke har, har forpligtet sig til at tiltræde konventionen ved først kommende lejlighed. Modsat FN's Menneskerettighedserklæring indeholder den ingen bestemmelser om økonomiske, sociale og kulturelle rettigheder. Disse blev behandlet i Den Europæiske Socialpagt fra 1961.
Konventionen er (som andre konventioner) en aftale mellem nationer indbyrdes og skaber ikke i sig selv forpligtelser på dansk grund uden om den danske lovgiver. Folketinget har imidlertid ved loven om Den Europæiske Menneskerettighedskonvention bestemt, at konventionen skal gælde som lov på dansk grund, hvorfor danske domstole kan dømme direkte efter den.

## Konventionens indhold
Konventionen har fem afsnit. De grundlæggende rettigheder og friheder er indeholdt i Afsnit I, der består af artiklerne 2 til 18. Oprindeligt etablerede Afsnit II (artikel 19) Kommissionen og Domstolen, Afsnit III (artikel 20-37) og IV (artikel 38-59) indeholdt den overordnede funktionsmåde for hhv. Kommissionen og Domstolen, og Afsnit V indehold forskellige afsluttende bestemmelser. Efter nedlæggelsen af Kommissionen ved tillægsprotokol 11 er kun afsnit vedrørende Domstolen tilbage; disse findes i afsnittene II og III.
Mange af artiklerne i Del I er struktureret i to dele; den første etablerer en grundlæggende ret eller frihed (som f.eks. Artikel 2 stk. 1, retten til liv), den anden indeholder forskellige undtagelser og begrænsninger (som f.eks. Artikel 2 stk. 2, som giver undtagelse for visse former for magtanvendelse med døden til følge).

### Artikel 1 – Forpligtelse til at respektere menneskerettighederne
Artikel 1 forpligter ganske enkelt de underskrivende parter til at "sikre enhver person under deres jurisdiktion" de rettigheder beskrevet i de andre artikler. I specielle tilfælde er "jurisdiktion" ikke begrænset til en stats eget territorium; forpligtelsen til at sikre rettighederne i Konventionen strækker sig også til fremmed territorium, som f.eks. et besat land hvor den givne stat effektivt udøver kontrol.

### Artikel 2 – Ret til livet
Artikel 2 beskytter enhver persons ret til sit liv. Artiklen indeholder undtagelser for lovlig henrettelse og død som følge af "magtanvendelse, der ikke går ud over det absolut nødvendige" under forsvar af sig selv og andre, arrestation af en mistænkt eller bekæmpelse af oprør og optøjer.
Undtagelsen for lovlige henrettelser er yderligere begrænset af protokollerne 6 og 13 (se nedenfor), for de parter der også har tiltrådt disse protokoller.

### Artikel 3 – Forbud mod tortur
Artikel 3 forbyder tortur, samt "umenneskelig eller nedværdigende behandling eller straf". Der er ingen undtagelser fra eller begrænsninger på denne ret.
Denne bestemmelse kan som regel, ud over tortur, anvendes på tilfælde af alvorlig politivold og dårlige forhold under tilbageholdelse. Den Europæiske Menneskerettighedsdomstol har desuden fastslået at denne bestemmelse forbyder udlevering af en person til en fremmed stat hvis det er sandsynligt at han/hun vil blive idømt dødsstraf. Artiklen forbyder dog ikke i sig selv en stat at indføre dødsstraf inden for sit eget territorium. I dommen M og M mod Kroatien (10161/13) om en fars mishandling af sin datter præciserer Domstolen i pkt. 131-135, at psykisk og fysisk vold er ligestillede, og at handlinger, der får ofret til at føle frygt, pine og mindreværd er omfattet af art. 3, hvis disse handlinger ydmyger eller nedværdiger offeret i egne eller andres øjne.

### Artikel 4 – Forbud mod slaveri
Artikel 4 forbyder slaveri og tvangsarbejde, men undtaget fra dette forbud er værnepligt, samfundstjeneste, fængselsarbejde, tjenstgøring i nødstilfælde eller ulykker, samt "normale borgerpligter".

### Artikel 5 – Ret til frihed og sikkerhed
Artikel 5 giver enhver ret til frihed og personlig sikkerhed.

#### Frihed
Artikel 5 giver ret til frihed, med lovlig arrestation eller forskellige specificerede former for tilbageholdelse som eneste undtagelse. Artiklen giver også ret til at blive informeret om grunden til arrestationen samt eventuelle anklager på et sprog man forstår, retten til hurtigst muligt at få prøvet arrestationen ved en domstol, og retten til erstatning hvis bestemmelsen overtrædes.

#### Personlig sikkerhed
Begrebet "personlig sikkerhed" er endnu ikke blevet fortolket af domstolen. Det er imidlertid blevet behandlet af den canadiske højesteret modsat begrebet "frihed". I sagen J.G. mod ministeren for Sundhed og Samfundsservice (Minister of Health and Community Services) fandt retten at appellantens ret til personlig sikkerhed var blevet overtrådt af staten New Brunswick. Retten karakteriserede statens fjernelse af en persons barn som en alvorlig indblanding i en forælders psykologiske integritet. Det er derfor et ekstraordinært tiltag der kun kan anvendes i overensstemmelse med principperne for fundamental retssikkerhed samt, når dette ikke sker, en overtrædelse af retten til personlig sikkerhed.

### Artikel 6 – Ret til retfærdig rettergang
Artikel 6 giver en detaljeret ret til retfærdig rettergang, inklusive retten til en offentlig høring ved en uafhængig og upartisk domstol inden for rimelig tid, antagelse af uskyld indtil det modsatte er bevist, og andre minimumsrettigheder (passende tid og faciliteter til at forberede et forsvar, adgang til juridisk repræsentation, mulighed for at udspørge vidner, gratis tolkebistand).
Hovedparten af de overtrædelser af artikel 6, der indbringes for Menneskerettighedsdomstolen, vedrører langsommelig sagsbehandling, hvilket overtræder kravet om "rimelig tid" i civile og strafferetslige sager ved de nationale domstole, hovedsageligt i Italien og Frankrig.[kilde mangler] I Danmark afgjorde Østre Landsret i 2011 (U.2011.2460Ø), at en sagsbehandlingstid på 3½ år i en ukompliceret færdselssag udgjorde en krænkelse af artikel 6. Dette medførte, at staten skulle afholde alle sagens omkostninger for begge retter, selv om landsretten stadfæstede byrettens dom om bødestraf og frakendelse af kørekort. På baggrund af praksis fra Menneskerettighedsdomstolen må det konkluderes, at en sag ikke bør ligge stille mere end 9 måneder, idet der derefter vil kunne være tale om en krænkelse af artikel 6.[kilde mangler]
Med henvisning til bestemmelsen om "uafhængig domstol" har Domstolen afgjort at militære dommere i de tyrkiske statssikkerhedsdomstole er i uoverensstemmelse med artikel 6.
Til trods for mange nyansættelser i Domstolen lider EMD i 2012 under det paradoks, at EMD meget ofte selv overtræder artikel 6 ved at være for langsom med sagsbehandlingen.[kilde mangler]

### Artikel 7 – Ingen straf uden retsregel
I sit indhold er artikel 7 et forbud mod kriminalisering med tilbagevirkende kraft. Imidlertid bliver dens korte titel opfattet som en betydningsfuld del af artiklen.

#### Ingen straf uden retsregel
Artikel 7 antages at inkorporere princippet om nulla poena sine lege, dvs. at man ikke kan straffes for en handling der ikke er defineret som kriminel. Det kræver at loven er klart verificérbar.

#### Forbud mod kriminalisering med tilbagevirkende kraft
Artikel 7 forbyder kriminalisering af handlinger med tilbagevirkende kraft. Ingen kan straffes for en handling der ikke var kriminel da den blev udført. Artiklen siger at en handling kan være kriminel under enten national eller international lov, hvilket tillader en part at retsforfølge en anden for en handling der ikke var kriminel i den nationale lovgivning på det givne tidspunkt, hvis handlingen blot var forbudt efter international lovgivning – eller muligvis blot efter sædvane i international lovgivning. Artikel 7 forbyder også at straffe strengere end det var muligt på det tidspunkt, forseelsen blev begået.

### Artikel 8 – Ret til respekt for privatliv og familieliv
Artikel 8 giver enhver ret til respekt for "sit privatliv og familieliv, sit hjem og sin korrespondance", med begrænsninger der er "i overensstemmelse med loven" og "nødvendige i et demokratisk samfund". Denne artikel giver klart ret til frihed fra ulovlige ransagninger, men Domstolen har yderligere givet den beskyttelse af "privatliv og familieliv", der gives af denne artikel, en bred fortolkning, f.eks. ved at det er et brud på artiklen at lave nationale forbud mod private, frivillige homoseksuelle handlinger. Dette kan sammenlignes med forarbejder fra Den Amerikanske Højesteret, som også har anlagt en relativt bred fortolkning af retten til privatliv. Desuden giver artikel 8 i visse sammenhænge positive rettigheder: Hvor de klassiske menneskerettigheder er formuleret sådan, at staten skal undlade at gøre noget (f.eks. undlade at opdele en familie), kan menneskerettighederne også omfatte en forpligtelse for staten til aktivt at handle (f.eks. at gennemtvinge en fraskilt fars ret til samkvem med sine børn).

### Artikel 9 – Ret til at tænke frit og til samvittigheds- og religionsfrihed
Artikel 9 giver ret til frihed for tanke, samvittighed og religion. Dette indbefatter retten til at skifte religion eller overbevisning, samt til at følge sin religion eller overbevisning ved tilbedelse, undervisning, praksis og overholdelse, under visse begrænsninger der er "foreskrevet ved lov" og er "nødvendige i et demokratisk samfund".

### Artikel 10 – Ytringsfrihed
Artikel 10 giver ret til ytringsfrihed. Den kan dog nationalt underkastes begrænsninger, "som er foreskrevet ved lov og er nødvendige i et demokratisk samfund af hensyn til den nationale sikkerhed, territorial integritet eller offentlig sikkerhed, for at forebygge uorden eller forbrydelse, for at beskytte sundheden eller sædeligheden, for at beskytte andres gode navn og rygte eller rettigheder, for at forhindre udspredelse af fortrolige oplysninger eller for at sikre domsmagtens autoritet og upartiskhed". Retten omfatter frihed til at have sin egen mening, samt at kommunikere og modtage information og idéer uden indblanding fra offentlig myndighed og uden hensyn til grænser.
I modsætning til den danske grundlov giver EMRK også ret til at søge og modtage information. Fx er brugen af google.dk og wikipedia.org alene beskyttet af EMRK og ikke den danske grundlov.[kilde mangler]
I forbindelse med racistiske udtalelser har Den Europæiske Menneskerettighedsdomstol lagt vægt på, at en given ytring skal ses i den kontekst, den fremsættes. Eksempelvis i retssagen Jersild mod Danmark. I denne sag blev Danmark dømt for krænkelse af EMRK artikel 10, idet journalist Jens Olaf Jersild af de danske domstole blev straffet for medvirken til fremsættelse af racistiske udtalelser i forbindelse med et Tv-program om den højreorienterede gruppe "Grønjakkerne". Den Europæiske Menneskerettighedsdomstol lagde blandt andet vægt på, at Jersilds Tv-program - og derved udtalelserne - blev udbredt til et velinformeret publikum og var del af en offentlig debat, hvorfor Jersild ikke skulle være blevet straffet.

### Artikel 11 – Forsamlings- og foreningsfrihed
Artikel 11 beskytter retten til forsamlingsfrihed og foreningsdannelse, inklusive retten til at danne fagforeninger, under visse begrænsninger der er "foreskrevet ved lov" og er "nødvendige i et demokratisk samfund".
I sagen Sørensen og Rasmussen mod Danmark (dom af 11. januar 2006) blev retten til at stå uden for en fagforening etableret. (den negative foreningsfrihed).
I Demir og Baykara mod Tyrkiet, dom af 12. november 2008 slog Menneskerettighedsdomstolen fast, at artikel 11 indeholder 3 elementer vedrørende fagforeninger:
1. Retten til at danne og være medlem af en fagforening.
2. Retten til at stå uden for en fagforening.
3. Retten for en fagforening til at forhandle (såvel individuelt som kollektivt) på vegne af medlemmer (opsummeres i præmis 145).

Retten til at strejke er tillige beskyttet af artikel 11.
Rettighed nr. 3 er omtvistet i Danmark, idet den danske højesteret i den påankede Risø-sag (U.2009.2134H) 13. maj 2009 ikke fandt at kollektiv forhandlingsret konkret var omfattet af beskyttelsen i artikel 11.

### Artikel 12 – Ret til at indgå ægteskab
Artikel 12 giver ret for mænd og kvinder til at gifte sig og stifte familie, i overensstemmelse med de nationale regler (f.eks. skal man være myndig).
Domstolen har haft flere lejligheder til at udstrække denne ret til homoseksuelle ægteskaber, men har foreløbig undladt dette. Domstolen har forsvaret sig med at artiklens intention var at gælde traditionelle ægteskaber. 

### Artikel 13 – Adgang til effektive retsmidler
Artikel 13 giver ret til effektive retsmidler ved krænkelser af rettigheder givet i konventionen. Fravær af adgang til effektive retsmidler ved en national domstol for overtrædelse af konventionen er således i sig selv en overtrædelse af konventionen.

### Artikel 14 – Forbud mod diskriminering
Artikel 14 indeholder et forbud mod diskriminering. Dette forbud er på visse måder bredt, og på andre snævert.
På den ene side beskytter artiklen mod en lang række typer af diskrimination. Artiklen giver en liste over disse typer; denne omfatter bl.a. køn, race, hudfarve, sprog, religion og flere andre kriterier. Vigtigst er dog bestemmelsen om at listen ikke er udtømmende.
På den anden side er bestemmelsens omfang begrænset til diskrimination mht. rettigheder dækket af Konventionen. Dvs. en ansøger skal bevise diskrimination i udøvelsen af en specifik rettighed garanteret andetsteds i konventionen (f.eks. kønsdiskriminering – artikel 14 – i udøvelsen af ytringsfrihed – artikel 10). Protokol 12 udvider dette forbud til at dække diskrimination i relation til en hvilken som helst juridisk rettighed, selv når denne ikke er beskyttet af konventionen, blot denne er givet af den nationale lovgivning.

### Artikel 15 – Fravigelse af forpligtelser under offentlige faretilstande
Artikel 15 tillader i nødstilfælde staterne at sætte de i konventionen givne rettigheder ud af kraft. Denne ret er f.eks. blevet anvendt af Storbritannien til at vedtage en lov der tillader at visse fanger tilbageholdes uden rettergang (BBC 4. august 2004).

### Artikel 16 – Indskrænkninger i udlændinges politiske virke
Artikel 16 undtager udlændinges politiske virke fra Konventionens beskyttelse.

### Artikel 17 – Forbud mod misbrug af rettigheder
Artikel 17 fastslår at ingen af de i Konventionen givne rettigheder må misbruges til at afskaffe eller begrænse samme rettigheder. Dette sigter på det tilfælde hvor stater søger at begrænse en menneskerettighed i forsøget på at håndhæve en anden, eller hvor individer benytter en menneskerettighed til at underminere andre menneskerettigheder.

### Artikel 18 – Begrænsninger i brug af indskrænkninger i rettigheder
Artikel 18 bestemmer at indskrænkninger i konventionens rettigheder (dvs. fastsat i overensstemmelse med undtagelser fra en artikel), kun må anvendes i den hensigt de er givet. For eksempel kan artikel 5, der garanterer retten til personlig frihed, blive eksplicit begrænset for at indbringe en mistænkt for domstolene. Anvendelse af fængsling op til retshøringen som et middel til at skræmme en person under falske forudsætninger er derfor en begrænsning i en ret (til frihed) som ikke tjener det eksplicit givne formål (at bringe personen for en dommer), og er derfor en overtrædelse af artikel 18.

## Protokoller
Konventionen er senere udvidet med en række protokoller (se nedenfor). For eksempel forbyder protokol 6 dødsstraf i fredstid. De tiltrådte protokoller varierer fra stat til stat, men det er underforstået at staterne bør tiltræde så mange protokoller som muligt.
Før protokol 11 trådte i kraft havde enkeltpersoner ikke direkte adgang til Domstolen; de skulle ansøge Den Europæiske Menneskerettighedskommission, der så ville føre sagen på ansøgerens vegne hvis man fandt ansøgningen velbegrundet. Protokol 11 afskaffede Kommissionen, udvidede Domstolen, og åbnede for at enkeltpersoner kunne indbringe deres sag direkte for domstolen.
I midten af 2005 indeholdt Konventionen, foruden de oprindelige artikler, fjorten protokoller. Disse kan opdeles i to hovedgrupper: De der ændrer konventionens funktionsmåde (ændringsprotokoller), og de der tilføjer nye rettigheder til konventionen (tillægsprotokoller).
Ændringsprotokollerne har kun haft indflydelse på konventionens funktionsmåde, ikke det substantielle indhold af de rettigheder den beskytter. I modsætning til tillægsprotokollerne er disse protokoller ratificeret af alle parterne bag den oprindelige konvention. For at opretholde den institutionelle enhed af traktatens funktionsmåde krævede protokollerne en sådan universel ratifikation for at træde i kraft.

### Vedtagelse af protokoller
- Protokol 3 (ETS 45, vedtaget 6. maj 1963)
- Protokol 5 (ETS 55, vedtaget 20. januar 1966)
- Protokol 8 (ETS 118, vedtaget 19. marts 1985)
- Protokol 9 (ETS 140, vedtaget 6. november 1990)
- Protokol 10 (ETS 146, vedtaget 25. marts 1992)
- Protokol 11 (ETS 155, vedtaget 11. maj 1994)
- Protokol 14 (CETS 194, vedtaget 13. maj 2004)

### Protokollernes indhold
Protokol 2 (ETS 44, vedtaget 6. maj 1963), stipulerer at den skal behandles som en integreret del af Konventionen, selv om den ikke udvider Konventionen som sådan. Den er senere blevet gjort til en del af konventionen ved protokol 11.
Protokol 11 ændrede konventionens funktionsmåde fundamentalt. Som bemærket ovenfor afskaffedes Den Europæiske Menneskerettighedskommission, og enkeltpersoner fik mulighed for at indbringe deres sag direkte for domstolen. Dette nødvendiggjorde en ændring af Domstolens struktur for at understøtte dens nye udvidede rolle. Protokol 11 afskaffede også alle ministerkomiteens juridiske funktioner, samt udvidede som følge heraf de protokoller der udvidede dens omfattende beskyttelse. Protokol 11 erstatter protokollerne 2, 3, 5, 8, 9 og 10 og er indarbejdet i konventionen.
Protokol 14 følger op på protokol 11 ved yderligere at forbedre Domstolens effektivitet. Den søger at "bortfiltrere" sager der har mindre chance for at vinde, samt sager der ligner tidligere sager mod den samme medlemsstat. Desuden kan en sag ikke indbringes hvis sagen
... i det væsentlige er identisk med en sag, der allerede er blevet undersøgt af Domstolen eller allerede har været underkastet anden form for international undersøgelse eller afgørelse, og som ikke indeholder nye oplysninger af betydning, [... eller] når den anser den for uforenelig med bestemmelserne i nærværende konvention eller de dertil knyttede protokoller, for åbenbart ugrundet eller for at være misbrug af klageadgangen (Konventionens artikel 35)
Med protokol 14 introduceredes en ny mekanisme der skal hjælpe ministerkomiteens effektuering af afgørelser. Komiteen kan bede Domstolen om en fortolkning af en afgørelse, og kan endda indbringe en stat for domstolen hvis denne ikke overholder en tidligere afgørelse der gik denne imod. Protokol 14 vil først træde i kraft når alle landene har ratificeret den.
Tillægsprotokollerne (protokollerne 1, 4, 6, 7, 12 og 13) tilføjer væsentlige nye rettigheder til Konventionen, og behandles nedenfor efter de oprindelige rettigheder.

## Tillægsprotokoller

### Protokol 1 – Privat ejendom, uddannelse, valg
Protokollen består af tre artikler der giver nye rettigheder:
- Artikel 1 giver beskyttelse af privat ejendom.
- Artikel 2 giver ret til uddannelse, og giver forældre ret til at lade deres børn uddanne i overensstemmelse med deres religiøse og andre anskuelser.
- Artikel 3 giver ret til frie og retfærdige valg med passende mellemrum.

### Protokol 4 – Fængsling, flytning, udvisning
Protokollen består af fire artikler der giver nye rettigheder:
- Artikel 1 forbyder fængsling af folk på grund af "manglende evne til at opfylde en kontraktmæssig forpligtelse" (dvs. bl.a. gældsfængsel afskaffes).
- Artikel 2 tillader folk at flytte frit inden for deres eget land, såvel som retten til at forlade landet.
- Artikel 3 forbyder udvisning af statsborgere.
- Artikel 4 forbyder kollektiv udvisning af udlændinge.

### Protokol 6 – Dødsstraf
6. tillægsprotokol kræver at de underskrivende parter afskaffer dødsstraf i fredstid.

### Protokol 7 – Udvisning, appelret, kompensation, dom for samme lovovertrædelse, ligestilling blandt ægtefæller
Protokollen består af fem artikler der giver nye rettigheder:
- Artikel 1 forbyder udvisning af "lovligt bosiddende udlændinge", med mindre beslutningen er truffet i overensstemmelse med landets lovgivning. Artiklen giver desuden den udviste ret til at kende årsagen til udvisningen, samt at få sagen prøvet på ny.
- Artikel 2 giver ret til at appellere i straffesager.
- Artikel 3 fastslår at der skal gives kompensation for fejlagtige kendelser.
- Artikel 4 fastslår at man ikke kan dømmes for den samme forseelse to gange (i samme stat).
- Artikel 5 fastslår ligestillingen mellem ægtefæller.

### Protokol 12 – Diskrimination
12. tillægsprotokol forbyder diskrimination i enhver form, såsom køn, race, hudfarve, sprog, religion, politisk eller anden overbevisning, national eller social oprindelse, tilknytning til en national minoritet, ejendom, fødestatus eller anden status. Danmark har ikke (pr. 2005) ratificeret.

### Protokol 13 – Dødsstraf
13. tillægsprotokol kræver at parterne afskaffer dødsstraf fuldstændigt.

## Sager

### Katolikker og den danske folkekirke
En gruppe katolikker anlagde sag mod den danske stat for overtrædelse af Menneskerettighedskonvetionens paragraf 9 og 14, samt FN's konvention om borgerlige og politiske rettigheder. Påstanden var, at katolikker og andre trossamfund samt ateister diskrimineres ved at fødselsregistrering foregår i folkekirken, samt ved folkekirkens tilskud fra den almindelige statsskat. Sagen endte først med Vestre Landsrets frifindelse af staten i 2006, og siden i Højesteret i 2007.